# Fritz Liebrich
Fritz Liebrich (* 7. Dezember 1879 in Basel; † 30. März 1936 ebenda) war ein Schweizer Lehrer und Schriftsteller, der Gedichte in Baseldeutsch verfasste.

## Leben

### Familie

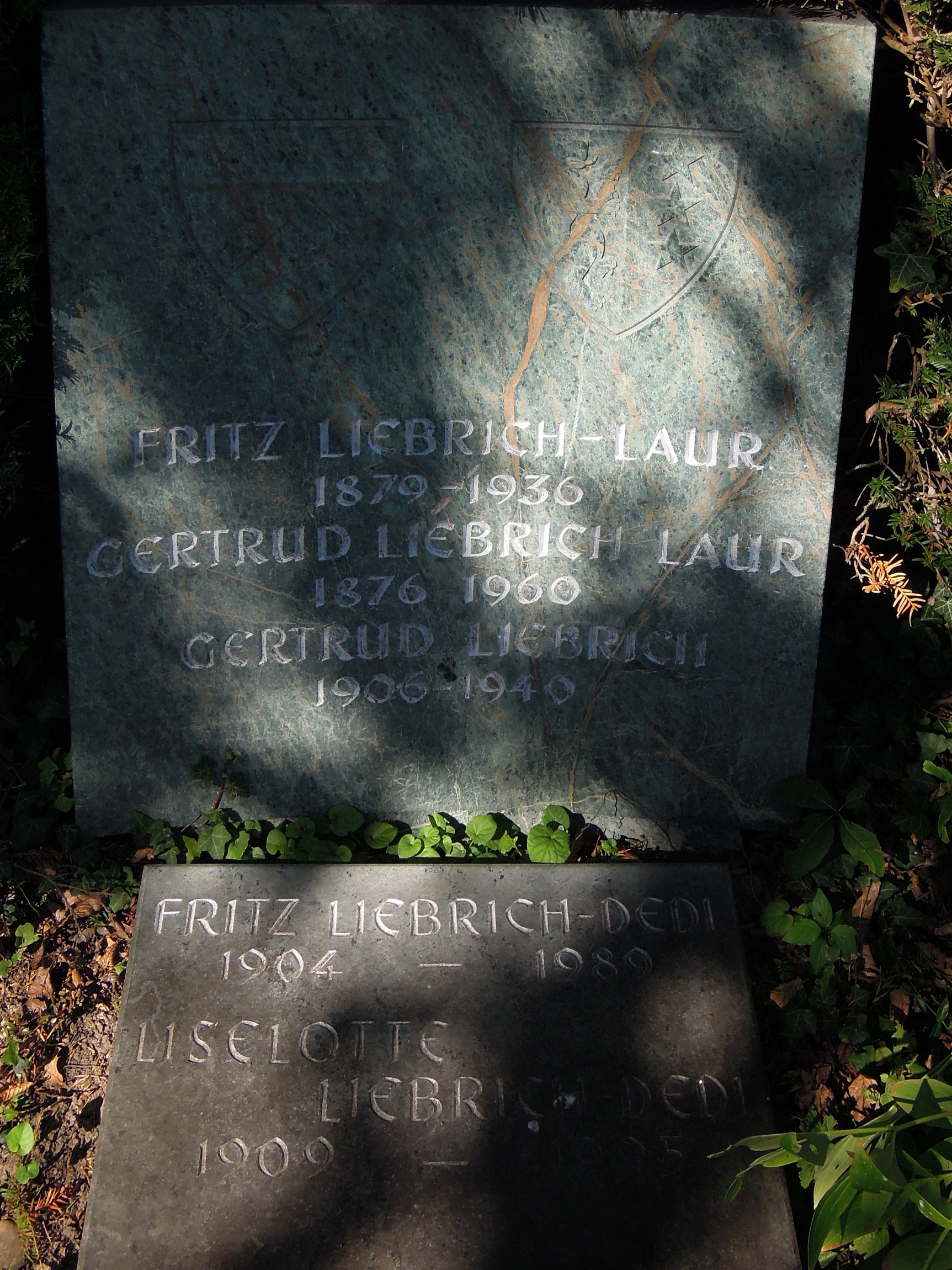
Familiengrab auf dem Friedhof am Hörnli

Fritz Liebrich war der Sohn des Kaufmanns und Hoteliers Johann Friedrich Liebrich (* 26. Dezember 1835; † 25. Februar 1901) und dessen erster Ehefrau Lina (geb. Ruesch) (* 20. Februar 1842; † 18. Mai 1890); er hatte einen Bruder.
Seit 1903 war er mit Emma Gertrud (geb. Laur) (* 2. März 1876; † 15. Februar 1960), Lehrerin, Dozentin und Bibliothekarin, verheiratet; gemeinsam hatten sie zwei Kinder. Vor ihrer Hochzeit war seine Ehefrau als Lehrerin unter anderem in Frankreich, England und Amerika tätig gewesen; später arbeitete sie nebenamtlich für die Patientenbibliothek des Bürgerspitals.
Ihr gemeinsamer Sohn Fritz Ernst Liebrich (* 30. November 1904; † 19. März 1989) war Jurist (Dr. rer. pol.) und Generalsekretär des Schweizerischen Bankvereins. Ausserdem war er Mitglied der Gesellschaft der Feuerschützen und acht Jahre lang als deren Säckelmeister tätig.
Enkelin von Fritz Liebrich ist die 1941 geborene Liselotte Reber-Liebrich, Präsidentin der Basler Hebelstiftung von 1985 bis 2006. (* 1941). Seine letzte Ruhestätte fand er auf dem Friedhof am Hörnli.

### Werdegang
Nach dem Besuch des Humanistischen Gymnasiums (heute Gymnasium am Münsterplatz) in Basel erhielt Fritz Liebrich eine Ausbildung zum Lehrer am Lehrerseminar in Basel.

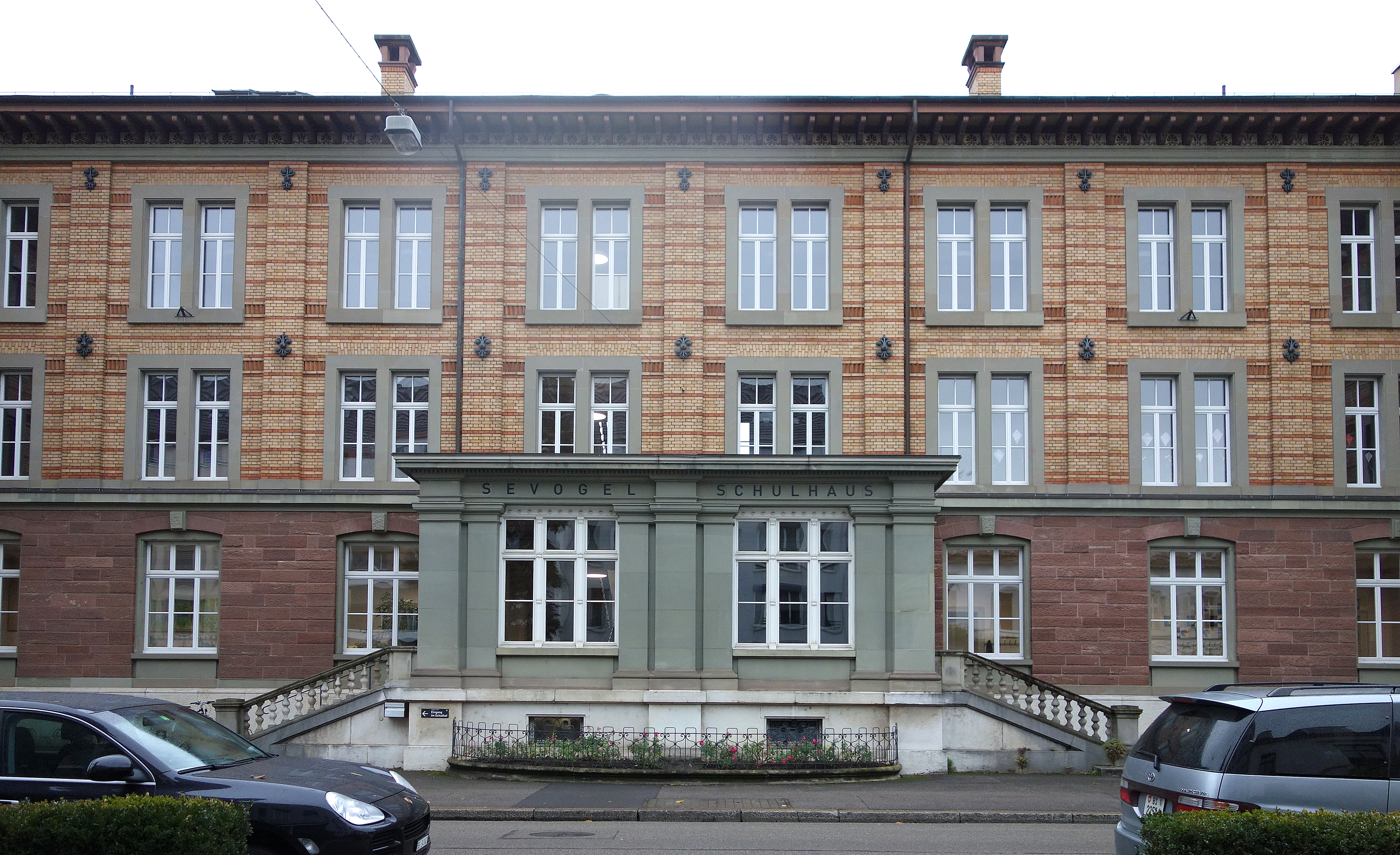
Sevogelschulhaus in Basel

Von 1901 bis 1934 war er als Primarlehrer im 1884 erbauten Sevogelschulhaus in Basel tätig.

### Schriftstellerisches und öffentliches Wirken
1918 verfasste Fritz Liebrich eine Biografie über Johann Peter Hebel. 1920 verfasste er das Dialektdrama Masken. In der Folgezeit publizierte er mehrere Lyrikbände: 1924 Die stille Gasse, Mundartgedichte, im darauffolgenden Jahr Meine Stadt, hochdeutsche Gedichte.
Als Johann-Peter-Hebel-Forscher veröffentlichte er 1926 das Werk Johann Peter Hebel und Basel. Durch seine Forschungsarbeit wurde in den 1920er Jahren das Haus am Totentanz 2 in Basel als Geburtshaus von Johann Peter Hebel identifiziert.
1932 veröffentlichte Liebrich mit D'Fähri eine weitere Sammlung von Dialektgedichten; 1979 wurde anlässlich seines 100-jährigen Geburtstages postum das Sammelwerk Die baseldeutschen Gedichte herausgegeben.
Viele Gedichte Liebrichs erschienen in Tageszeitungen, Zeitschriften und Anthologien: 1935 im 12. Band der Neuen Schweizer Bibliothek, der von Robert Jakob Lang (1889–1946) herausgegeben wurde, im gleichen Jahr im Basler Dichterbuch, 1938 in der Anthologie Schwyzer Meie. Die schönsten schweizerdeutschen Gedichte. Liebrich trat mit seinen Werken und Schriften auch im Radio auf. 1986 vertonte Robert Suter Bhalt du mi allewyyl lieb! von Fritz Liebrich für mehrstimmigen Knabenchor und Bläserensemble.
Liebrich war im Nebenamt Bibliothekar der Bibliothek des Bürgerspitals Basel.
Sein Nachlass befindet sich in der Universitätsbibliothek Basel.

## Ehrungen und Auszeichnungen
Für sein Stück Masken erhielt Fritz Liebrich 1920 den ersten Preis des Preisausschreibens vom Basler Quodlibet, einem Amateurtheater mit Aufführungen in lokaler Mundart und auf Hochdeutsch.
1932 wurde er „für sein literarisches Schaffen“ mit einem Gesamtwerkspreis der Schweizerischen Schillerstiftung in Verbindung mit 1000 Schweizer Franken ausgezeichnet.
1935 erhielt er für Wenn ich Stiefel hätte den zweiten Preis des Kurzgeschichten-Wettbewerbs des Schweizerischen Schriftstellervereins, in Verbindung mit 400 Schweizer Franken.

## Mitgliedschaften
Fritz Liebrich war Mitglied im PEN-Club, dem Schweizerischen Dichterverein, der Schweizerischen Schillerstiftung, den Schweizerischen Literaturfreunden, der Basler Hebelstiftung und gehörte der 1913 gegründeten Odd-Fellows-Loge Nr. 11 Zu den drei Ringen an.

## Schriften (Auswahl)
- Johann Peter Hebel. Basel, 1918.
- Fritz Liebrich; Josef Gapp: Die "Befreier" Elsaß-Lothringens. Freiburg im Breisgau: Bielefeld, 1918.
- Masken. Basel, 1920.
- Meine Stadt. Leipzig: Haessel, 1922.
- Die stille Gasse. Basel, 1924.[26]
- Basler und Meinrad Lienert. In: Neue Zürcher Zeitung vom 31. Mai 1925, S. 5 (Digitalisat in e-npa.ch).
- Johann Peter Hebel und Basel. Basel, 1926.
- D'Fähri. Basel, 1932.[27]
- Gedichte. Basel, 1935.
- Aus Fritz Liebrichs Schaffen. In: Basler Jahrbuch. 1937, S. 45–51 (Digitalisat).
- Baseldytsch: Die Basler-Mundartgedichte. Hrsg. von der Kommission zur Förderung heimischen Schrifttums. Basel, 1938.
- Die baseldeutschen Gedichte. Hrsg. von der Christoph Merian Stiftung. Basel, 1979.